# Chrysuronia brevirostris
Chrysuronia brevirostris là một loài chim trong họ Trochilidae.